# Hoplerythrinus cinereus
Hoplerythrinus cinereus är en fiskart som först beskrevs av Gill, 1858.  Hoplerythrinus cinereus ingår i släktet Hoplerythrinus och familjen Erythrinidae. Inga underarter finns listade i Catalogue of Life.